# Neochrysocharis longiventris
Neochrysocharis longiventris is een vliesvleugelig insect uit de familie Eulophidae. De wetenschappelijke naam is voor het eerst geldig gepubliceerd in 1979 door Askew.